# Gózd
Gózd è un comune rurale polacco del distretto di Radom, nel voivodato della Masovia.
Ricopre una superficie di 77,76 km² e nel 2004 contava 7 929 abitanti.